# Andensperber
Der Andensperber (Accipiter ventralis) ist ein Greifvogel aus der Gattung Accipiter.
Die Art wurde im Jahre 2005 als eigenständige Art beschrieben, wird aber von anderen Autoritäten weiterhin als Unterart (Ssp.) des Eckschwanzsperbers (Accipiter striatus) angesehen und als A. s. ventralis bezeichnet, so American Ornithological Society und BirdsoftheWorld.
Er kommt von den Anden in Kolumbien und Venezuela über Peru, Ecuador bis Bolivien vor.
Der Lebensraum umfasst höher gelegene Lebensräume von 300 bis 3000, selten bis 4000 m, Waldgebiete aller Art, bevorzugt Eichen und Koniferen, auch halboffene Flächen.
Der Artzusatz kommt von lateinisch venter ‚Bauch‘.

## Merkmale
Männchen sind 24 bis 30 cm groß, wiegen zwischen 87 und 114 g mit einer Flügelspannweite von 52 bis 58 cm. Weibchen sind größer mit 29 bis 37 cm und schwerer mit 150 bis 218 g und haben eine Spannweite von 58 bis 68 cm.
Das Gefieder ist sehr variabel, hat (fast) immer rotbraune Schenkel. Die Flügel sind kurz und breit, der lange rechteckige Schwanz hat schwärzlich-graue Binden und weiße Spitzen. Die Steuerfedern sind weißlich mit schwärzlicher Bänderung. Die Beine sind gelblich, der gekrümmte Schnabel ist schwarz, Wachshaut und Iris sind gelblich.
Es gibt zwei Morphen, die häufigste dunkle ist auf der Oberseite dunkelgrau, fast schwarz und auf der Unterseite weißlich mit Bänderung oder rotbrauner bis gelbbrauner Überhauchung. Die helle Morphe ist auf der Oberseite bläulich-grau, auf der Unterseite reinweiß mit Ausnahme der rotbraunen Schenkel.
Jungvögel sind dunkelbraun auf der Oberseite mit rotbraunen Federrändern und weisen eine unterschiedlich ausgeprägt gestreifte Unterseite auf.
Halsbandsperber (Microspizias collaris) und Däumlingssperber (Microspizias superciliosus) unterscheiden sich durch deren deutlicher abgesetzte Bänderung.
Der Rostbrust-Zahnhabicht (Harpagus bidentatus) kommt in geringerer Höhe vor, hat einen Kinnstreif und ist mehr rotbraun auf der Unterseite.
Jungvögel des Zweifarbensperbers (Accipiter bicolor) sind größer und haben immer ein Nackenband.
Die Oberseite ist dunkel bleifarben, die Unterseite kastanienbraun. Die Kehle ist weiß, die Brust bleifarben, die Flügel sind schwärzlich, die Flügelunterseite weiß mit schwarzen und rotbraunen Flecken, der Schwanz ist schwarz mit 5 Querbinden und einer weißen Schwanzspitze. Schnabel und Krallen sind schwarz, die Füße gelb. Das Weibchen ist größer, die Kehle weißlich, die Brust kaum bleifarben gefärbt. Die Art hat ziemlich lange Flügel, eine ziemlich lange mittlere Kralle wie beim Rotschenkelsperber (Accipiter erythronemius). Die kastanienbraune Unterseite und der bleifarbene Rumpf sind charakteristisch. (aus der Originalbeschreibung)
Die Art ist monotypisch.

## Stimme
Der Ruf ist nicht beschrieben.

## Lebensweise
Die Nahrung besteht überwiegend aus Vögeln, die aus regelmäßigem, kreisenden Überflug oder von einer versteckten oder auch exponierten Warte aus im schnellen Überraschungsangriff erbeutet werden.
Das Gelege besteht aus 3 bis 8, meist 4 bis 5 kräftig bunt gefleckten Eiern, die etwa über 30 Tage ausgebrütet werden.

## Gefährdungssituation
Die Art ist nicht untersucht.